# 林俊易

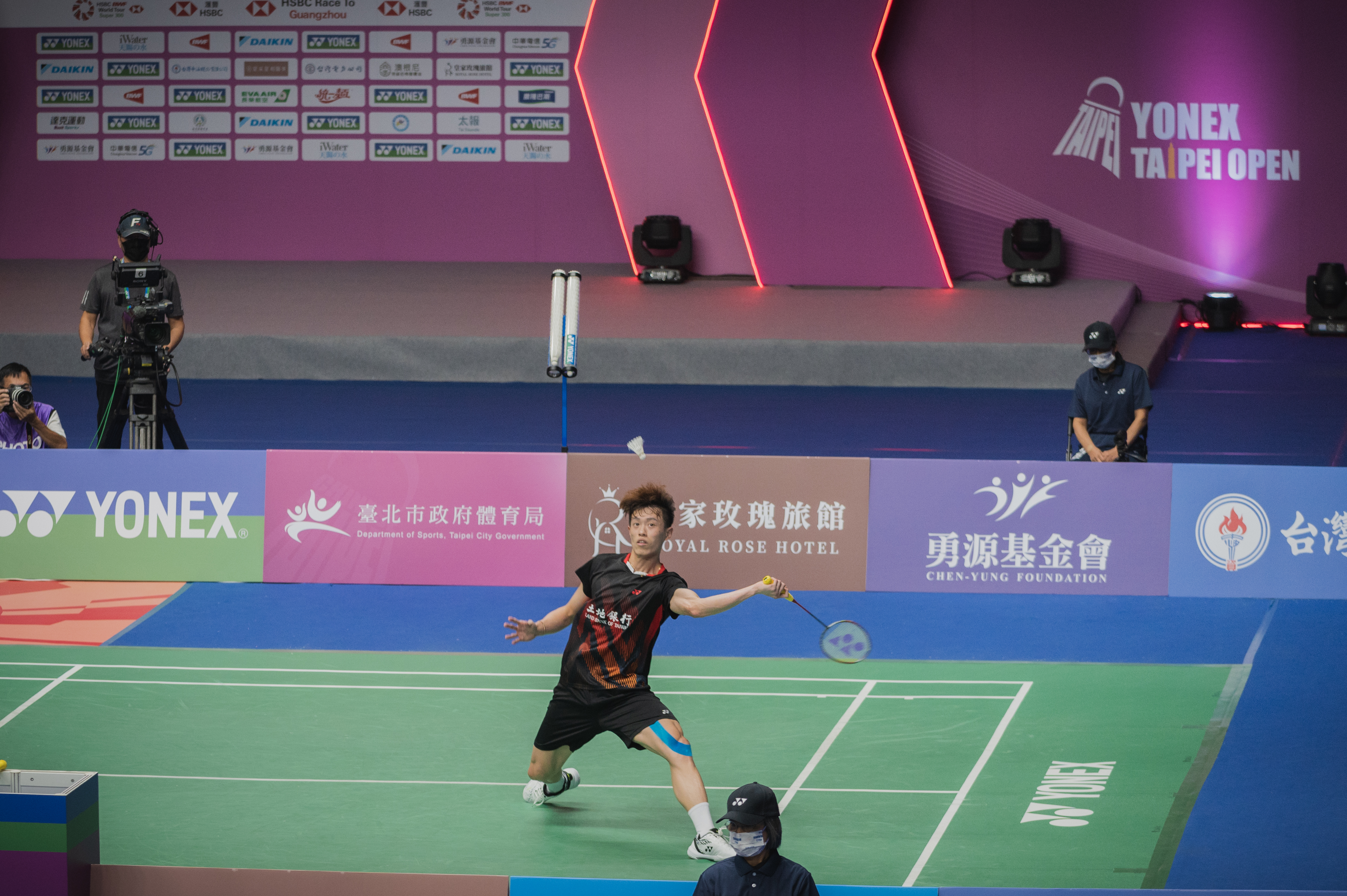
2022年台北公開賽的林俊易

林俊易（1999年10月2日—），台灣男子羽球選手，曾為中租企業羽球隊隊員，現隸屬土地銀行羽球隊。畢業於屏東縣立枋寮高級中學，現就讀臺北市立大學。

## 選手生涯
林俊易來自屏東縣枋寮鄉，因小學二年級時跟著表弟參加學校的羽球育樂營而愛上羽球。林俊易從小學到高中皆就讀枋寮本地學校，依序就讀建興國小、枋寮高中國中部、枋寮高中；2016年9月，在全國羽球排名賽取得乙組男子單打冠軍，獲得晉升甲組的資格，成為枋寮高中羽隊史上第一位甲組球員。

### 2017－2020年：首奪超級賽冠軍、膝蓋受傷
2017年9月，林俊易參加雪梨羽毛球國際賽，在男單冠軍戰以2比0（21-18、21-17）打敗隊友陳孝承，拿下個人第一座國際賽冠軍。2019年4月，芬蘭公開賽獲得亞軍；7月，年僅19歲的林俊易參加超級300級別的美國公開賽，從資格賽晉級男子單打決賽，最終以直落二（21-10、21-13）擊敗泰國的達農沙·森頌汶素，生涯首度奪得世界巡迴賽冠軍。
林俊易2020年從中租企業轉隊至土地銀行，其後因膝蓋傷勢，加之美國公開賽冠軍光環的壓力影響，使他在國內賽表現起伏不定。因嚴重特殊傳染性肺炎疫情影響，所以林俊易無法參加國際賽，故世界排名停在69名

### 2021－2022年：台北賽四強、國際賽五冠
2021年1月，林俊易在第一次全國排名賽戰勝廖倬甫，首次獲得甲組排名賽冠軍。
2022年7月，林俊易在自家主場出戰台北羽球公開賽，並在八強2比1 (21-13、19-21、21-10)爆冷擊敗第2種子的王子維，在四強以些微差距0比2 (19-21、20-22)敗給日本新星奈良岡功大。
2022年下半年，林俊易征戰各挑戰賽與系列賽來獲取積分提升排名，先後在蒙古國羽毛球國際挑戰賽、比利時羽毛球國際賽、雪梨羽毛球國際賽、本迪戈羽毛球國際賽、挪威羽毛球國際賽奪下冠軍，將排名迅速從97名提升到38名。

### 2023年：傷癒重返賽場、再奪超級賽冠軍
2023年2月，林俊易參加泰國羽毛球大師賽，在首輪以2比1（15-21、21-18、21-19）驚險擊敗中國好手翁泓陽，在次輪以2比0（21-17、21-13）輕取印尼小將克里斯蒂安·阿迪纳塔，在八強以2比0（21-11、21-12）擊退世界排名20的西本拳太，並在半決賽以2比0（21-15、21-19）擊敗中國一哥石宇奇，在決賽以直落二 ( 21-17、21-14 ) 力壓香港好手伍家朗收下冠軍，時隔四年再奪超級賽冠軍。

### 2024年：台灣男單史上第二人闖入超級1000賽準決賽
在2024年1月的 馬來西亞羽毛球公開賽上，於16強兩局(21-18、21-16)擊敗世錦賽冠軍昆拉武特·威提訕，緊接著在8強兩局(21-12、21-18)擊敗全英冠軍及第三種子的李詩灃闖入四強，成為台灣男單第二位闖入超級1000賽事準決賽的選手。

## 主要比賽成績
| 年份   | 賽事                         | 公開賽級別 | 項目     | 成績   |
| ------ | ---------------------------- | ---------- | -------- | ------ |
| 2017年 | 懷卡托羽毛球國際賽           | 國際系列賽 | 男子單打 | 準決賽 |
| 2017年 | 雪梨羽毛球國際賽             | 國際系列賽 | 男子單打 | 冠軍   |
| 2018年 | 世界大學生羽毛球錦標賽       | 其他       | 混合團體 | 季軍   |
| 2018年 | 世界大學生羽毛球錦標賽       | 其他       | 男子單打 | 亞軍   |
| 2019年 | 芬蘭羽毛球公開賽             | 國際挑戰賽 | 男子單打 | 亞軍   |
| 2019年 | 美國羽毛球公開賽             | 超級300賽  | 男子單打 | 冠軍   |
| 2022年 | 台北羽毛球公開賽             | 超級300賽  | 男子單打 | 準決賽 |
| 2022年 | 蒙古國羽球國際挑戰賽         | 國際挑戰賽 | 男子單打 | 冠軍   |
| 2022年 | 比利時羽毛球國際賽           | 國際挑戰賽 | 男子單打 | 冠軍   |
| 2022年 | 雪梨羽毛球國際賽             | 國際系列賽 | 男子單打 | 冠軍   |
| 2022年 | 本迪戈羽毛球國際賽           | 國際挑戰賽 | 男子單打 | 冠軍   |
| 2022年 | 匈牙利羽毛球國際賽           | 國際系列賽 | 男子單打 | 亞軍   |
| 2022年 | 挪威羽毛球國際賽             | 國際系列賽 | 男子單打 | 冠軍   |
| 2022年 | 愛爾蘭羽球公開賽             | 國際挑戰賽 | 男子單打 | 亞軍   |
| 2023年 | 泰國羽球大師賽               | 超級300賽  | 男子單打 | 冠軍   |
| 2023年 | 馬來西亞羽球大師賽           | 超級500賽  | 男子單打 | 準決賽 |
| 2023年 | 美國羽毛球公開賽             | 超級300賽  | 男子單打 | 準決賽 |
| 2023年 | 夏季世界大學運動會羽毛球比賽 | 其他       | 混合團體 | 金牌   |
| 2023年 | 高雄羽球大師賽               | 超級100賽  | 男子單打 | 冠軍   |
| 2024年 | 馬來西亞羽毛球公開賽         | 超級1000賽 | 男子單打 | 準決賽 |
| 2024年 | 瑞士羽球公開賽               | 超級300賽  | 男子單打 | 冠軍   |
| 2024年 | 湯姆斯盃                     | 其他       | 男子團體 | 季軍   |
| 2024年 | 澳洲羽毛球公開賽             | 超級500賽  | 男子單打 | 準決賽 |
| 2024年 | 韓國羽毛球公開賽             | 超級500賽  | 男子單打 | 準決賽 |
| 2024年 | 台北羽毛球公開賽             | 超級300賽  | 男子單打 | 冠軍   |
| 2025年 | 奧爾良羽球大師賽             | 超級300賽  | 男子單打 | 亞軍   |
| 2025年 | 瑞士羽毛球公開賽             | 超級300賽  | 男子單打 | 準決賽 |
| 2025年 | 新加坡羽毛球公開賽           | 超級750賽  | 男子單打 | 準決賽 |

| 2007-2017年 | 首要超級賽 | 超級賽 | 黃金大獎賽 | 大獎賽 | 國際挑戰賽 | 國際系列賽 | 未來系列賽 | 其他 |

| 2018-2026年 | 總決賽 | 超級1000賽 | 超級750賽 | 超級500賽 | 超級300賽 | 超級100賽 | 國際挑戰賽 | 國際系列賽 | 未來系列賽 | 其他 |

## 主要對賽紀錄
林俊易與主要對手的對賽成績如下（只列出對賽五次或以上對手，截至2025年3月7日）
| 對手          | 對賽次數 | 對賽結果 | 對賽結果 | 勝差 |
| 對手          | 對賽次數 | 勝       | 負       | 勝差 |
| ------------- | -------- | -------- | -------- | ---- |
| 周天成        | 5        | 2        | 3        | -1   |
| 李佳豪        | 5        | 4        | 2        | +2   |
| 蘇力揚        | 5        | 3        | 2        | +1   |
| 奈良岡功大    | 8        | 1        | 7        | -6   |
| 田中湧士      | 5        | 4        | 1        | +3   |
| 雷蘭曦        | 5        | 3        | 2        | +1   |
| 坎塔蓬·旺差倫 | 5        | 5        | 0        | +5   |

## 外部連結
- 林俊易在世界羽球聯盟的登錄資料
- 林俊易的Facebook專頁
- 林俊易的Instagram帳戶